# Ceratophallus kigeziensis
Ceratophallus kigeziensis е вид охлюв от семейство Planorbidae. Видът не е застрашен от изчезване.

## Разпространение и местообитание
Разпространен е в Демократична република Конго и Кения.
Обитава сладководни басейни и реки.